# Oreocossus kilimanjarensis
Oreocossus kilimanjarensis is een vlinder uit de familie houtboorders (Cossidae). De wetenschappelijke naam van deze soort werd voor het eerst geldig gepubliceerd in 1892 door Holland.
De soort komt voor in tropisch Afrika.